# Liste bekannter Persönlichkeiten der Akademie der Bildenden Künste München
Dies ist eine Liste von Personen, die mit der Akademie der Bildenden Künste in München verbunden sind.
| Name                                           | Tätigkeit                                                                                                | Verbindung zur Kunstakademie                                                                                             |  |
| ---------------------------------------------- | --- | --- |  |
| A                                              | | |  |
| Albert Aereboe (1889–1970)                     | Maler | 1912–1915: Student |  |
| Anton Ažbe (1862–1905)                         | Maler | 1884–1890: Student |  |
| Franz Ackermann (* 1963)                       | Maler, Professor für Malerei in Karlsruhe                                                                | 1984–1988: Student |  |
| Helmut Ackermann (1936–2017)                   | Grafiker und Maler                                                                                       | 1956–1963: Student |  |
| Julius Adam (1852–1913)                        | „Katzen-Adam“; Genre- und Tiermaler                                                                      | ?–?: Student |  |
| Max Adamo (1837–1901)                          | Historienmaler und Illustrator                                                                           | ?–?: Student |  |
| Otl Aicher (1922–1991)                         | Designer und Hochschullehrer                                                                             | 1946–1947: Student (abgebrochen)                                                                                         |  |
| Eduard Aigner (1903–1978)                      | Maler | 1923–?: Student |  |
| Max Emanuel Ainmiller (1807–1870)              | Architektur- und Glasmaler                                                                               | ?–?: Student seit 1846: Ehrenmitglied ?– 1870: Rektor                                                                    |  |
| Lawrence Alma-Tadema (1836–1912)               | Maler und Zeichner                                                                                       | Ehrenmitglied seit 1873                                                                                                  |  |
| Theodor Alt (1846–1937)                        | Maler | 1863–1873: Student |  |
| Mordecai Ardon (1896–1992)                     | Künstler                                                                                                 | 1926–?: Student |  |
| Thom Argauer (1948–1999)                       | Maler und Musiker                                                                                        | 1970–1976: Student |  |
| Oumbertos Argyros (1884–1963)                  | Maler | 1906–1911: Student, Grieche                                                                                              |  |
| Alwin Arnegger (1883–1916)                     | Maler | 1907–?: Student, Österreicher                                                                                            |  |
| Hans Arnold (1860–1913)                        | Bildhauer                                                                                                | 1879–1881: Student |  |
| Charles Robert Ashbee (1863–1942)              | Architekt, Innenarchitekt, Silberschmied, Kunsthandwerker, Kunsttheoretiker, Dichter und Hochschullehrer | 1902–1942: Ehrenmitglied                                                                                                 |  |
| Paul Aust (1866–1934)                          | Landschaftsmaler, Grafiker und Schriftsteller                                                            | ?–1910: Student |  |
| B                                              | | |  |
| Fritz Bamberger (1814–1873)                    | Landschaftsmaler und Hochschullehrer                                                                     | 1872–1873: Ehrenmitglied                                                                                                 |  |
| Joseph Ernst von Bandel (1800–1876)            | Maler, Bildhauer und Architekt                                                                           | 1820–?: Student |  |
| Ernst Barlach (1870–1938)                      | Bildhauer, Schriftsteller und Zeichner                                                                   | 1925–1938: Ehrenmitglied                                                                                                 |  |
| Hans Baschang (1937–2017)                      | Künstler                                                                                                 | 1975–2002: Professor seit 2002 Ehrenmitglied                                                                             |  |
| Constantin Bauer (1852–1924)                   | Maler | 1869–1873: Student |  |
| Joseph Franz Baumeister (1857–1933)            | Bildhauer                                                                                                | 1877–1878: Student |  |
| Fritz Baumgarten (1883–1966)                   | Kinderbuchillustrator                                                                                    | 1905: Student |  |
| Peter Baumgras (1827–1903)                     | Maler, Lithograf und Hochschullehrer                                                                     | ?–?: Student |  |
| Rudolf Bott (* 1956)                           | Goldschmied                                                                                              | 1983–1989: Student |  |
| Carlo Baumschlager (* 1956)                    | Architekt                                                                                                | 2007–: Professor |  |
| Hans Baur (1829–1897)                          | Bildhauer                                                                                                | 1851–1855: Student |  |
| Hans Bayerlein (1889–1951)                     | Maler und Zeichner                                                                                       | 1907–1914: Student |  |
| Gustav Bechler (1870–1959)                     | Maler und Holzschneider                                                                                  | ?–?: Student 1925–1938: Ehrenmitglied                                                                                    |  |
| Babette Beckmann, geb. Bintz (1920–2011)       | Malerin                                                                                                  | Studentin |  |
| Fritz Behn (1878–1970)                         | Bildhauer und Hochschullehrer                                                                            | 1898–1900: Student |  |
| Eduard Bendemann (1811–1889)                   | Maler | ?: Mitglied |  |
| Kurt Benning (1945–2017)                       | Maler, Zeichner, Fotograf, Filmemacher                                                                   | 1965–1969: Student |  |
| Werner Berg (1904–1981)                        | Maler | ?–?: Student |  |
| Gerhard Berger (* 1933)                        | Maler und Grafiker                                                                                       | 1975–1999: Professor 1971–1975 und 1997–1999: Prorektor seit 2000: Ehrenmitglied                                         |  |
| Peter Berling (1934–2017)                      | Filmproduzent, Schriftsteller und Schauspieler                                                           | ?–?: Student |  |
| Richard Berndl (1875–1955)                     | Hochschullehrer, Architekt und Raumgestalter                                                             | 1905–1946: Professor |  |
| Max Bernuth (1872–1960)                        | Kunstmaler, Buchillustrator und Hochschullehrer                                                          | ?–?: Student |  |
| German Bestelmeyer (1874–1942)                 | Architekt, Hochschullehrer und -rektor                                                                   | 1924–1942: Rektor |  |
| James Bieberkraut (1879–nach 1981)             | Maler und Radierer                                                                                       | 1898–1902: Student |  |
| Gottlieb Wilhelm Bischoff (1797–1854)          | Botaniker und Hochschullehrer                                                                            | 1819–1821: Student |  |
| Katrin Bittl (* 1994)                          | freie Künstlerin                                                                                         | 2017–2023: Studentin 2023: Preisträgerin Preis des Akademievereins seit 2024: Mitglied des Hochschulrat                  |  |
| Günther Blau (1922–2007)                       | Maler | 1946–?: Student |  |
| Andreas Bleeker (1931–2019)                    | Maler und Graphiker                                                                                      | 1953–1960: Student u. a. Meisterschüler bei Hermann Kaspar                                                               |  |
| Bernhard Bleeker (1881–1968)                   | Bildhauer und Hochschullehrer                                                                            | 1899–1906: Student 1922–1945: Professor 1922–1945: Ehrenmitglied                                                         |  |
| Josef Block (1863–1943)                        | Maler | ?–?: Student |  |
| Detlev Conrad Blunck (1798–1853)               | Maler und Zeichner                                                                                       | 1818–1820: Student |  |
| Ludwig Bock (1886–1971)                        | Maler und Grafiker                                                                                       | 1906–1909: Student |  |
| Felix Bockhorni (1801–1878)                    | Landschafts- und Porzellanmaler                                                                          | 1831–?: Student |  |
| Corbinian Böhm (* 1966)                        | Bildhauer, Aktionskünstler, Mitglied des Duos Empfangshalle                                              | ?–?: Student |  |
| Emil Böhm (1873–1958)                          | Maler | 1891–1901: Student |  |
| Gottfried Böhm (1920–2021)                     | Architekt, Bildhauer und Hochschullehrer                                                                 | 1942–1947: Student |  |
| Roman Anton Boos (1733–1810)                   | Bildhauer und Hochschullehrer                                                                            | ?–?: Professor |  |
| Carl Bössenroth (1863–1935)                    | Maler | ?–?: Student |  |
| August Bösch (1857–1911)                       | Bildhauer                                                                                                | 1875–1879: Student |  |
| Erwin Bowien (1899–1972)                       | Maler und Autor                                                                                          | 1920–1922: Student |  |
| Katrin Brack (* 1958)                          | Bühnenbildnerin                                                                                          | 2010–: Professorin |  |
| Daniel Bräg (* 1964)                           | Bildhauer                                                                                                | 1984–1992: Student |  |
| Anton Braith (1836–1905)                       | Tier- und Landschaftsmaler sowie Hochschullehrer                                                         | ?–?: Student ?–?: Professor                                                                                              |  |
| Heinz-Josef Braun (* 1957)                     | Musiker, Schauspieler und Kabarettist                                                                    | 1979–1984: Student |  |
| Julius Braun (1825–1869)                       | Kunsthistoriker                                                                                          | Dozent |  |
| Dieter Breitschwerdt (* 1945)                  | Künstler (Serielle Objekte und Assemblagen)                                                              | 1970–1976: Student, Meisterschüler bei K. F. Dahmen, Akademiepreis                                                       |  |
| Erhard Joseph Brenzinger (1804–1871)           | Maler | 1828–1832: Student |  |
| Klaus vom Bruch (* 1952)                       | Medienkünstler, Hochschullehrer München und New York                                                     | 1999–: Professor |  |
| Friedrich Brugger (1815–1870)                  | Bildhauer                                                                                                | ?–?: Student |  |
| Franz Brulliot (1780–1836)                     | Kupferstecher und Kunsthistoriker                                                                        | Student 1811–? |  |
| Max Brüning (1887–1968)                        | Maler | 1914–1915: Student |  |
| Jacobus Johannes Bucksath (1829–1890)          | Maler | 1848–1852: Student |  |
| Walter Bud (1890–1915)                         | Maler und Grafiker                                                                                       | 1913–1915: Student |  |
| Sebastian Buff (1829–1880)                     | Maler | 1847–1852: Student |  |
| Lothar-Günther Buchheim (1918–2007)            | Maler, Fotograf, Verleger, Kunstbuch- und Romanautor, Filmemacher                                        | 1939–1940: Student |  |
| Fritz Burkhardt (1900–1983)                    | Grafiker und Maler                                                                                       | 1924–1927: Student |  |
| Heinrich Gerhard Bücker (1922–2008)            | Bildhauer, Kalligraph                                                                                    | 1942–1944: Student |  |
| Wilhelm Busch (1832–1908)                      | humoristischer Dichter                                                                                   | ?–?: Student |  |
| Clemens Buscher (1855–1916)                    | Bildhauer                                                                                                | 1876–?: Student |  |
| Sebastian Buscher (1849–1926)                  | Bildhauer und Holzschnitzer                                                                              | 1876–?: Student |  |
| Thomas Buscher (1860–1937)                     | Bildhauer und Holzschnitzer                                                                              | 1880–?: Student |  |
| Wilhelm Buschulte (1923–2013)                  | Maler, Grafiker und Glasbildner                                                                          | 1943–1950: Student |  |
| Heinz Butz (1925–2022)                         | Maler, Zeichner                                                                                          | 1967–1991: Professor |  |
| C                                              | | |  |
| Moritz Carrière (1817–1895)                    | Schriftsteller, Philosoph und Hochschullehrer                                                            | 1854–?: Professor |  |
| Karl Caspar (1879–1956)                        | Maler und Hochschullehrer                                                                                | ?–?: Student 1946–?: Professor                                                                                           |  |
| Maria Caspar-Filser (1878–1968)                | Malerin                                                                                                  | ?–?: Studentin 1959–1968: Ehrenmitglied                                                                                  |  |
| William Merritt Chase (1849–1916)              | Porträt- und Landschaftsmaler                                                                            | ?–?: Student |  |
| Giorgio de Chirico (1888–1978)                 | Maler | 1906–1909: Student |  |
| Adam Christ (1856–1881)                        | Bildhauer                                                                                                | 1874–1881: Student |  |
| Fritz Christ (1866–1906)                       | Bildhauer                                                                                                | nach 1882–?: Student |  |
| Harry Christlieb (1886–1967)                   | Skulpturenkünstler, Bildhauer, Bronzegießer                                                              | ?–1915: Student |  |
| Gustav Adolf Closs (1864–1938)                 | Maler, Illustrator, Heraldiker und Künstler                                                              | 1887–1891: Student |  |
| Lovis Corinth (1858–1925)                      | Maler und Hochschullehrer                                                                                | 1880–1884: Student |  |
| Joseph Kaspar Correggio (1870–1962)            | Maler und Illustrator                                                                                    | 1888–1895: Student |  |
| Peter von Cornelius (1783–1867)                | Maler, Hochschullehrer und Universitätspräsident                                                         | 1825–1841: Rektor |  |
| Charles Crodel (1894–1973)                     | Maler und Hochschullehrer                                                                                | ?–?: Student 1952–1963: Professor 1963–1973: Ehrenmitglied                                                               |  |
| Michael Croissant (1928–2002)                  | Künstler und Bildhauer                                                                                   | 1948–1953: Student |  |
| Alfons von Czibulka (1888–1969)                | Schriftsteller und Maler                                                                                 | 1918–?: Student |  |
| D                                              | | |  |
| Karl Fred Dahmen (1917–1981)                   | Künstler und Hochschullehrer                                                                             | 1964–?: Professor |  |
| Maximilian Dasio (1865–1954)                   | Maler, Medailleur und Hochschullehrer                                                                    | ?–?: Student |  |
| Joseph DeCamp (1858–1923)                      | Maler | ?–?: Student |  |
| Franz Defregger (1835–1921)                    | Genre- und Historienmaler sowie Hochschullehrer                                                          | 1861–1863: Student 1878–1910: Professor                                                                                  |  |
| Thomas Demand (* 1964)                         | Künstler, Fotograf                                                                                       | 1989–1990: Student |  |
| Thomas Dennerlein (1847–1903)                  | Bildhauer und Hochschullehrer                                                                            | 1897–?: Professor |  |
| Franz Josef Denzinger (1821–1894)              | Architekt und Kirchenbaumeister                                                                          | ?–?: Student |  |
| Theodor Detter (1886–1957)                     | Maler | ?–?: Student |  |
| Jean Jacques Deyrolle (1911–1967)              | Maler, Grafiker und Hochschullehrer                                                                      | 1959–1967: Professor |  |
| Hans-Jürgen Diehl (* 1940)                     | Maler und Hochschullehrer                                                                                | 1959–?: Student |  |
| Julius Diez (1870–1957)                        | Maler, Grafiker, Zeichner, Radierer und Hochschullehrer                                                  | ?–?: Student 1925–?: Professor ?–?: stellvertretender Rektor                                                             |  |
| Wilhelm von Diez (1839–1907)                   | Maler und Illustrator                                                                                    | 1855: Student (abgebrochen)                                                                                              |  |
| Johann Georg von Dillis (1759–1841)            | Maler und Königlicher „Central-Gallerie-Direktor“                                                        | Professor, 1808–1814 |  |
| Hubert Distler (1919–2004)                     | Maler und Grafiker                                                                                       | 1942–1952: Student (unterbrochen durch Militärdienst)                                                                    |  |
| Otto Ditscher (1903–1987)                      | Maler | 1922–1925: Student |  |
| Motoko Dobashi (* 1976)                        | Künstlerin                                                                                               | 2000–2007: Student |  |
| Anke Doberauer (* 1962)                        | Malerin und Hochschullehrerin                                                                            | 2003–: Professorin |  |
| Ernest George Dodge (1863–1898)                | Maler und Grafiker                                                                                       | 1890–?: Student |  |
| Walter Dolch (1894–1970)                       | Maler, Kunsterzieher und Gymnasialprofessor                                                              | 1924–1925 Student |  |
| Günter Dollhopf (1937–2018)                    | Maler, Grafiker und Hochschullehrer                                                                      | 1961–1964 Student |  |
| Max Doerner (1870–1939)                        | Maler, Restaurator, Kunsttheoretiker und Hochschullehrer                                                 | ?–?: Student 1911–1921: Dozent 1921–1939: Professor                                                                      |  |
| Wilhelm Donaubauer (1866–1949)                 | Architekt und Künstler                                                                                   | 1889–?: Student |  |
| Robert Dorer (1830–1893)                       | Bildhauer                                                                                                | ?–?: Student |  |
| Hans Dressler (1869–1943)                      | Landschaftsmaler (Animalist) und Zeichner                                                                | ?–?: Student |  |
| Heinrich Düll (1867–1956)                      | Bildhauer und Musiker                                                                                    | 1887–1892: Student |  |
| Anton Duttenhofer (1812–1843)                  | Kupferstecher                                                                                            | 1828–?: Student |  |
| Frank Duveneck (1848–1919)                     | Maler, Radierer und Bildhauer                                                                            | 1870–1873: Student |  |
| Alexis Dworsky (* 1976)                        | Künstler und Landschaftsarchitekt                                                                        | 2000–2005: Student |  |
| E                                              | | |  |
| Horst Eckert alias Janosch (* 1931)            | Illustrator, Kinderbuchautor und Schriftsteller                                                          | 1953–?: Student (musste sein Studium nach einigen Probesemestern auf Grund von „mangelnder Begabung“ abbrechen)          |  |
| Reinhold Max Eichler (1872–1947)               | Maler und Illustrator                                                                                    | ?–?: Student |  |
| Paul Walter Ehrhardt (1872–1959)               | Maler | ?–?: Student |  |
| Ernst Eichinger (1929–2015)                    | Künstler (Malerei, Graphik, Assemblage) Hochschullehrer                                                  | 1950–1955: Student |  |
| Pius Eichlinger (1925–2014)                    | Künstler (Maler, Plastiker, Grafiker, Keramiker) Kunstlehrer                                             | 1945–1949: Student |  |
| Erwin Eisch (1927–2022)                        | Glaskünstler                                                                                             | 1949–1952: Student |  |
| Nicole Eisenberg (* 1939)                      | Malerin                                                                                                  | 1965–1966: Studentin |  |
| Felix Eisengräber (1874–1940)                  | Maler | ?–?: Student |  |
| Nezaket Ekici (* 1970)                         | | 1996–2000: Student |  |
| Marie Ellenrieder (1791–1863)                  | Malerin und erste Studentin der Akademie                                                                 | 1813–?: Studentin |  |
| Hubert Elsässer (1934–2009)                    | Bildhauer                                                                                                | 1955–1961: Student |  |
| Joseph Elsner (1845–1933)                      | Architekt und Kirchenausstatter                                                                          | 1868–?: Student |  |
| Edgar Ende (1901–1965)                         | Maler; Vater von Michael Ende                                                                            | 1963–1965: Ehrenmitglied                                                                                                 |  |
| Frank Enders (1860–1921)                       | Maler und Radierer                                                                                       | 1879–1884: Student |  |
| Margareta Erichsen (1916–2006)                 | Malerin und Illustratorin                                                                                | 1943: Student |  |
| Fritz Erler (1868–1940)                        | Maler, Grafiker und Bühnenbildner                                                                        | ?–1940: Ehrenmitglied |  |
| Julius Exter (1863–1939)                       | Kunstmaler, Bildhauer und Hochschullehrer                                                                | ?–?: Student 1902–?: Professor                                                                                           |  |
| F                                              | | |  |
| Otto von Faber du Faur (1828–1901)             | Maler | 1869–?: ? |  |
| Friedrich Fehr (1862–1927)                     | Maler | 1878–1884: Student |  |
| Max Feldbauer (1869–1948)                      | Maler, Hochschullehrer und Universitätspräsident                                                         | ?–?: Student |  |
| Andreas Felger (* 1935)                        | Textildesigner, Holzschneider, Glasmaler und Maler                                                       | –?: Studium |  |
| Eugen Felle (1869–1934)                        | Postkartenmaler und Bildhauer                                                                            | 1888–?: Student |  |
| Albert Fessler (1908–1978)                     | Kunstmaler und Kunstpädagoge                                                                             | 1927–?: Student, 1945–1948 Professor                                                                                     |  |
| Arthur Feudel (1857–1929)                      | Porträt- und Landschaftsmaler                                                                            | 1877–1882: Student |  |
| Martin von Feuerstein (1856–1931)              | Maler und Hochschullehrer                                                                                | 1898–?: Professor |  |
| Alexander Fischer (1903–1981)                  | Bildhauer                                                                                                | 1920–1926: Student ab 1963: Ehrenmitglied                                                                                |  |
| Lothar Fischer (1933–2004)                     | Bildhauer                                                                                                | 1952–1958: Student |  |
| Jakob Fischer-Rhein (1888–1976)                | Zeichner, Porträtist und Landschaftsmaler                                                                | ?–?: Student |  |
| Wolfgang Flatz (1952)                          | Aktionskünstler, Bühnenbildner, Musiker, Komponist und Hochschullehrer                                   | 1975–?: Student |  |
| Emanuel Fohn (1881–1966)                       | Sammler und Künstler; Ehemann von Sophie Fohn                                                            | ?–?: Student |  |
| Carl Philipp Fohr (1795–1818)                  | Landschaftsmaler                                                                                         | ?–?: Student (abgebrochen)                                                                                               |  |
| Philipp von Foltz (1805–1877)                  | Maler und Hochschullehrer                                                                                | 1825–?: Student : ?–?:Professor                                                                                          |  |
| Günther Förg (1952–2013)                       | Maler, Bildhauer, Fotokünstler und Hochschullehrer                                                       | 1999–: Professor |  |
| Leonhard Frank (1882–1961)                     | Maler; Schriftsteller                                                                                    | 1905–?: Student |  |
| Richard Fresenius (1844–1903)                  | Maler | 1863–1866: Student |  |
| Ad Freundorfer (* 1961)                        | Bildhauer, Kurator, Grafiker                                                                             | 1983–1989: Student |  |
| Wilhelm Friedrich Frey (1826–1911)             | Maler | 1845–1852: Student |  |
| Paul Friedl (1902–1989)                        | „Baumsteftenlenz“; Schriftsteller und Heimatforscher                                                     | ?–?: Student |  |
| Hans Friedrich (* 1939)                        | Kunstmaler und Grafiker                                                                                  | 1960–1966: Student |  |
| Bernhard Fries (1820–1879)                     | Landschaftsmaler                                                                                         | 1835–1837: Student |  |
| Max Friese (1883–1958)                         | Maler und Grafiker                                                                                       | ?–?: Student |  |
| Reinhard Fritz (* 1946)                        | Maler und Grafiker                                                                                       | 1967–1974: Student |  |
| Karel Fron (* 1947)                            | Bildhauer, Goldschmied und bildender Künstler                                                            | 1971–1977: Student, Meisterschüler bei Hans Ladner 1980–1983: Assistent                                                  |  |
| Christian Frosch (* 1968)                      | | Student und künstlerischer Mitarbeiter                                                                                   |  |
| Günter Fruhtrunk (1923–1982)                   | Maler und Grafiker                                                                                       | 1967–1982: Professor |  |
| Gerhard Fuchs (* 1947)                         | Fernsehjournalist und Fernsehdirektor                                                                    | ?–?: Student |  |
| Max Fürst (1846–1917)                          | Maler | 1863–?: Student |  |
| Franz Xaver Fuhr (1898–1973)                   | Maler und Hochschullehrer                                                                                | 1946–1966: Professor |  |
| Helene Funke (1869–1957)                       | Malerin und Grafikerin                                                                                   | ?–?: Studentin |  |
| G                                              | | |  |
| Alois Gabl (1845–1893)                         | Maler und Zeichner                                                                                       | 1862–?: Student 1878–1882: Professor                                                                                     |  |
| Wilhelm Gail (1804–1890)                       | Architekturmaler                                                                                         | ?–?: Student |  |
| Karl Gampenrieder (1860–1927)                  | Maler | 1877–?: Student |  |
| Friedrich von Gärtner (1791–1847)              | Architekt                                                                                                | 1809–1912: Student 1819–1840: Professor 1842–1847: Rektor                                                                |  |
| Karl Gatermann der Ältere (1883–1959)          | Maler | 1907–1914: Student |  |
| Karl Gatermann der Jüngere (1909–1992)         | Maler | 1935–1939: Student |  |
| Sylke von Gaza (* 1966)                        | Malerin, Bildende Künstlerin                                                                             | 2002–2007: Studentin |  |
| Joseph Anton von Gegenbaur (1800–1876)         | Maler | 1815–1823: Student |  |
| Caspar Augustin Geiger (1847–1924)             | Genre-, Historien- und Stilllebenmaler sowie Hochschullehrer                                             | ?–?: Student |  |
| Ernst Geitlinger (1895–1972)                   | Maler, Hochschullehrer                                                                                   | 1922–1931: Student 1951–: Professor                                                                                      |  |
| Nikolaus Geiger (1849–1897)                    | Maler, Bildhauer und Hochschullehrer                                                                     | ?–?: Student |  |
| Hans Geistreiter (1910–1996)                   | Maler | 1930–1935: Student |  |
| Martin Gensbaur (* 1958)                       | Maler, Kunstpädagoge                                                                                     | 1977–1983: Student |  |
| Constantin Gerhardinger (1888–1970)            | Maler | 1911–1914: Student 1939–1943: Lehrbeauftragter                                                                           |  |
| Nikolaus Gerhart (* 1944)                      | Bildhauer, Hochschullehrer und -rektor                                                                   | 1998–: Professor 2004–: Rektor                                                                                           |  |
| Viktor Gernhard (1923–2014)                    | Marinemaler und Illustrator                                                                              | ?–?: Student |  |
| Walter Georgi (1871–1924)                      | Maler, Illustrator und Hochschullehrer                                                                   | 1893–1896: Student |  |
| Theodor Georgii (1883–1963)                    | Bildhauer und Hochschullehrer                                                                            | 1905–?: Student 1946–1953: Professor 1953–1963: Ehrenmitglied                                                            |  |
| Johann Geyer (1807–1875)                       | Genre- und Historienmaler, Hochschullehrer                                                               | 1826–1830: Student |  |
| Wilhelm Giesecke (1854–1917)                   | Bildhauer, Medailleur und Maler                                                                          | 1880–1885: Student |  |
| Joseph Edward von Gillern (1794–1845)          | Maler und Porträtist der Biedermeier-Zeit                                                                | 1819: Student |  |
| Theodor Geyr (1895–1953)                       | Kirchenmaler                                                                                             | ?–?: Student |  |
| Erich Glette (1896–1980)                       | Maler und Hochschullehrer                                                                                | 1951–1964: Professor |  |
| Luise Glowinski-Taubert (1906–1988)            | Malerin                                                                                                  | von 1929 bis 1937 Studentin                                                                                              |  |
| Heinrich Göschl (1839–1896)                    | Bildhauer                                                                                                | ?–? Student |  |
| Gustav Adolf Goldberg (1848–1911)              | Maler | |  |
| Thorsten Goldberg (* 1960)                     | Künstler                                                                                                 | 2003–2004: Gastprofessor                                                                                                 |  |
| Gerhard Gollwitzer (1906–1973)                 | Kunstpädagoge, Künstler und Schriftsteller                                                               | ?–?: Student |  |
| Alexander Demetrius Goltz (1857–1944)          | Maler und Bühnenbildner                                                                                  | 1874–1875: Student |  |
| Ludwig Gosewitz (1936–2007)                    | Künstler                                                                                                 | 1988–2001: Professor |  |
| Rudolf Gottgetreu (1821–1890)                  | Architekt und Hochschullehrer                                                                            | 1842–1846: Student |  |
| Friedrich Gräsel (1927–2013)                   | Architekt und Hochschullehrer                                                                            | ?–?: Student |  |
| Walter Grasskamp (* 1950)                      | Kunstkritiker und -soziologe                                                                             | 1995–:Professor 1999–2003: stellvertretender Rektor                                                                      |  |
| Franz Xaver Graf (1880–1968)                   | Maler und Radierer                                                                                       | 1900–1907: Student |  |
| Julius Graumann (1878–1944)                    | Maler und Grafiker                                                                                       | 1898–1906: Student |  |
| Otto Greiner (1869–1916)                       | Maler und Grafiker                                                                                       | 1888–1891: Student |  |
| Johann Georg Grimm (1846–1887)                 | Maler und Hochschullehrer                                                                                | 1868–1870: Student |  |
| Asta Gröting (* 1961)                          | Künstlerin, Kunstfilmemacherin und Hochschullehrerin                                                     | 1997–2003: Professorin                                                                                                   |  |
| Elma Grohs-Hansen (* 1961)                     | Bildhauerin                                                                                              | 1921: Studentin |  |
| Michael Gruber (* 1965)                        | Bildhauer, Aktionskünstler, Mitglied des Duos Empfangshalle                                              | ?–?: Student |  |
| Olaf Gulbransson (1873–1958)                   | Maler, Zeichner und Karikaturist                                                                         | ?–?: Professor |  |
| Vittorio Güttner (1869–1935)                   | Bildhauer, Schauspieler und Hobby-Indianistiker                                                          | 1885–?: Student |  |
| Nikolaus Gysis (1842–1901)                     | Künstler und Hochschullehrer                                                                             | 1886–1901: Professor |  |
| H                                              | | |  |
| Hugo von Habermann (1849–1929)                 | Maler, Zeichner und Hochschullehrer                                                                      | 1871–1879: Student 1897–?: Professor                                                                                     |  |
| Gabriela von Habsburg (* 1956)                 | Künstlerin und Hochschullehrerin                                                                         | 1978–1982: Studentin |  |
| Dieter Hacker (* 1942)                         | Maler und Hochschullehrer                                                                                | ?–?: Student |  |
| Gabriel von Hackl (1843–1926)                  | Maler und Hochschullehrer                                                                                | 1878–?: Professor |  |
| Karl Hagedorn (1922–2005)                      | Künstler und Hochschullehrer                                                                             | 1956–1959: Student |  |
| Ludwig von Hagn (1819–1898)                    | Maler | 1841–?: Student |  |
| Ernst Hähnel (1811–1891)                       | Bildhauer und Hochschullehrer                                                                            | ?–?: Student |  |
| Karl Haider (1846–1912)                        | Landschaftsmaler                                                                                         | ?–?: Student |  |
| Horst Haitzinger (* 1939)                      | politischer Karikaturisten                                                                               | ?–?: Student |  |
| Johann Halbig (1814–1882)                      | Bildhauer und Hochschullehrer                                                                            | ?–?: Student |  |
| Johann Nepomuk Haller (1792–1826)              | Bildhauer                                                                                                | ?–?: Student |  |
| Barbara Hammann (1945–2018)                    | Kunsthistorikerin, Hochschullehrerin und Videokünstlerin                                                 | ?–?: Student |  |
| Constantin Hansen (1804–1880)                  | Historienmaler                                                                                           | ?–?: Student |  |
| Fritz Harnest (1905–1999)                      | Maler und Grafiker                                                                                       | 1921–1929: Student |  |
| Conrad Wilhelm Hase (1818–1902)                | Baumeister, königlicher Baurat, Hochschullehrer                                                          | ?–?: Mitglied |  |
| Fritz Hass (1864–1930)                         | Maler, Illustrator, Karikaturist                                                                         | 1885–1889: Student |  |
| Joseph Hauber (1766–1834)                      | Maler und Hochschullehrer                                                                                | 1808–?: Professor |  |
| Wilhelm Hauschild (1827–1887)                  | Historienmaler                                                                                           | ?–?: Student |  |
| August von Heckel (1824–1883)                  | Maler | ?–?: Student |  |
| Franz Heesche (1806–1876)                      | Maler | 1828–?: Student |  |
| Rudolf Heinrich (1926–1975)                    | Bühnenbildner und Hochschullehrer                                                                        | 1955–?: Professor |  |
| Benjamin Heisenberg (* 1974)                   | Regisseur, Autor und bildender Künstler                                                                  | 1993–1999: Student 1995–1997: Assistent                                                                                  |  |
| Hans Heyerdahl (1857–1913)                     | Maler | 1874–?: Student |  |
| Hermann Gottlieb Helmer (1849–1919)            | Architekt                                                                                                | ?–?: Student |  |
| Bert Heller (1912–1970)                        | Maler und Hochschullehrer und -rektor                                                                    | 1940–?: Student |  |
| Erwin Henning (1901–1993)                      | Maler | 1917–1923: Student |  |
| Hans Detlev Henningsen (1893–1980)             | Maler | 1916–1924: Student |  |
| Josef Henselmann (1898–1987)                   | Bildhauer, Hochschullehrer und -rektor                                                                   | ?–?: Student 1950–?: Professor ?–1968: Rektor                                                                            |  |
| Ludwig von Herterich (1856–1932)               | Maler, Kunstpädagoge und Hochschullehrer                                                                 | 1898–?: Professor |  |
| Max Heilmaier (1869–1923)                      | Bildhauer und Hochschullehrer                                                                            | 1891–?: Student |  |
| Friedrich Heimerdinger (1817–1882)             | Maler | 1842–1845: Student |  |
| Bettina Heinen-Ayech (1937–2020)               | Malerin und Publizistin.                                                                                 | 1957–1858: Studentin |  |
| Josef Hengge (1890–1970)                       | Maler | ?–?: Student |  |
| Johann Caspar Herterich (1843–1905)            | Maler und Hochschullehrer                                                                                | ?–?: Professor |  |
| Karin Hertz (1921–2017)                        | Bildhauerin                                                                                              | 1940–1945: Studentin |  |
| Wolfgang Herzer (* 1948)                       | Maler | 1972–1978: Student |  |
| Heinrich von Hess (1798–1863)                  | Maler | 1813–?: Student |  |
| Christoph Hessel (* 1952)                      | Radierer                                                                                                 | 1973–1979: Student |  |
| Albert Hien (* 1956)                           | Bildhauer und Hochschullehrer                                                                            | 2001–: Professor |  |
| Walter Hiddemann (1904–1986)                   | Fotograf und Maler                                                                                       | 1924–1925: Student (Staatl. Kunstgewerbeschule)                                                                          |  |
| Adolf von Hildebrand (1847–1921)               | Bildhauer und Hochschullehrer                                                                            | ?–?: Professor |  |
| Gregor Hildebrandt (* 1974)                    | Künstler und Hochschullehrer                                                                             | 2015–: Professor |  |
| Anton Hiller (1893–1985)                       | Bildhauer, Maler und Hochschullehrer                                                                     | 1913–?: ? 1946–1961: Professor                                                                                           |  |
| Johann Georg Hiltensperger (1806–1890)         | Historienmaler und Hochschullehrer                                                                       | ?–?: Student ?–?: Professor                                                                                              |  |
| Gregor Hiltner (* 1950)                        | Künstler                                                                                                 | 1970–1978: Student |  |
| Wolf Hirtreiter (1922–2014)                    | Bildhauer                                                                                                | 1950–1956: Student |  |
| Franz Hitzler (* 1946)                         | Maler, Grafiker und Bildhauer                                                                            | 1967–1972: Student |  |
| Adalbert Hock (1866–1949)                      | Maler | 1891–1894: Student |  |
| Kathi Hock (1896–1979)                         | Bildhauerin                                                                                              | 1924–1927: Studentin 1927–1930: Meisterschülerin                                                                         |  |
| Paul Hoecker (1854–1910)                       | Maler und Hochschullehrer                                                                                | 1874–1879: Student 1891–1897: Professor                                                                                  |  |
| Johan Fredrik Höckert (1826–1866)              | Maler und Hochschullehrer                                                                                | 1846–1849: Student |  |
| Adolf Höfer (1869–1927)                        | Maler, Zeichner und Grafiker.                                                                            | ?–?: Student |  |
| Eugen Ludwig Hoess (1866–1955)                 | Maler und Grafiker                                                                                       | 1885–1889: Student |  |
| Andreas Hofer (* 1963)                         | Künstler                                                                                                 | 1991–1997: Student |  |
| Jakob Hofmann (1876–1955)                      | Bildhauer, Zeichner und Hochschullehrer                                                                  | 1897–1908: Student |  |
| Horst Hoheisel (* 1944)                        | Künstler                                                                                                 | ?–?: Student |  |
| Manfred Hollmann (1929–2012)                   | Maler und Grafiker                                                                                       | 1951–1959: Student 1975–1994: Professor                                                                                  |  |
| August Holmberg (1851–1911)                    | Bildhauer und Maler                                                                                      | 1866–1868 und 1871–?: Student                                                                                            |  |
| Simon Hollósy (1857–1918)                      | Maler | ?–?: Student |  |
| Adolf Hölzel (1853–1934)                       | Maler und Hochschullehrer                                                                                | 1876–?: Student |  |
| Fritz Hörauf (* 1949)                          | Maler | 1968–1975: Student |  |
| Friedrich Adolph Hornemann (1813–1890)         | Maler | 1834–?: Student |  |
| Hermann Otto Hoyer (1893–1968)                 | Maler | 1919–1925: Student |  |
| August Hövemeyer (1824–1878)                   | Maler | 1848–?: Student |  |
| Stephan Huber (* 1952)                         | Bildhauer und Hochschullehrer                                                                            | 1971–1978: Student 2004–: Professor                                                                                      |  |
| Leo Sebastian Humer (1896–1965)                | Maler | 1918–1921: Student |  |
| Schang Hutter (1934–2021)                      | Bildhauer                                                                                                | 1954–1961: Student |  |
| I                                              | | |  |
| Georgios Iakovidis (1853–1932)                 | Maler und Hochschuldirektor                                                                              | 1877–1883: Student |  |
| Eduard Ille (1823–1900)                        | Maler, Illustrator, Karikaturist, Schriftsteller und Hochschullehrer                                     | ?–?: Student 1868–?: Professor                                                                                           |  |
| Arthur Illies (1870–1952)                      | Maler, Grafiker und Hochschullehrer                                                                      | 1890–1892: Student |  |
| Johann Joseph Imhoff (der Jüngere) (1796–1880) | Bildhauer                                                                                                | 1824–1825: Student |  |
| Res Ingold (* 1954)                            | Konzeptkünstler und Hochschullehrer                                                                      | 1996–: Professor |  |
| J                                              | | |  |
| Ricarda Jacobi (1923–2020)                     | Malerin                                                                                                  | ?–?: Studentin |  |
| Robert Jacobsen (1912–1993)                    | Bildhauer, Maler, Grafiker und Hochschullehrer                                                           | ?– 1981: Professor |  |
| Marie Anne Jakob (* 1951)                      | Malerin                                                                                                  | 1972–1978: Studentin |  |
| Meinhard Jacoby (1873–1956)                    | Maler und Bildhauer                                                                                      | Student |  |
| Angelo Jank (1868–1940)                        | Maler, Grafiker und Hochschullehrer                                                                      | 1891–1896: Student 1907–?: Professor                                                                                     |  |
| Jai Young Park (* 1957)                        | Künstler und Hochschullehrer                                                                             | 1979–1984: Student |  |
| Edgar Jené (1904–1984)                         | Maler, Grafiker, Surrealist                                                                              | 1922–1924: Student |  |
| Sophie Bothilde Jensen (1912–2007)             | Malerin                                                                                                  | 1939+1942: Studentin |  |
| Magdalena Jetelová (* 1946)                    | Bildhauerin, Fotografin und Hochschullehrerin                                                            | 2004–: Professorin |  |
| Hermann Jünger (1928–2005)                     | Goldschmied, Silberschmied, Zeichner und Hochschullehrer                                                 | 1953–1956: Student 1972–1990: Professor                                                                                  |  |
| Julius Paul Junghanns (1876–1958)              | Maler und Hochschullehrer                                                                                | 1899–1904: Student |  |
| Karl Junker (1850–1912)                        | Maler, Bildhauer und Architekt                                                                           | 1875–18xx: Student |  |
| K                                              | | |  |
| Eduard Kado (1875–1946)                        | Maler, Zeichner, Bildhauer und Kunstgewerbler                                                            | Ende 19. Jahrhundert: Student                                                                                            |  |
| Anton Kaindl (1849–1922)                       | Bildhauer                                                                                                | ?–?: Student |  |
| Edmund Kalb (1900–1952)                        | Maler und Zeichner                                                                                       | ?–?: Student |  |
| Wassily Kandinsky (1866–1944)                  | Maler, Grafiker, Kunsttheoretiker und Hochschullehrer                                                    | 1896–1901: Student |  |
| Ludwig Kandler (1856–1927)                     | Porträt-, Historien- und Genremaler                                                                      | 1878–?: Student |  |
| Albert Kappis (1836–1914)                      | Maler, Lithograf und Hochschullehrer                                                                     | 1860–?: Student |  |
| Theodor Kärner (1884–1966)                     | Porzellanbildner und Tierbildhauer                                                                       | 1914–1921: Gasthörer und Student                                                                                         |  |
| Johannes Kaspar (1822–1885)                    | Kunstmaler                                                                                               | ?–?: Student |  |
| Axel Kasseböhmer (1952–2017)                   | Künstler und Hochschullehrer                                                                             | ?–?: Professor |  |
| August Kaufhold (1884–1955)                    | Maler | 1904–1908: Student |  |
| Hans Kaufmann (1862–1949)                      | Maler und Illustrator                                                                                    | ?–?: Student ?–?: Dozent(?)                                                                                              |  |
| Anton Kaulbach (1864–1934)                     | Maler, Sohn von Friedrich Kaulbach                                                                       | 1882–?: Student |  |
| Friedrich August von Kaulbach (1850–1920)      | Maler und Hochschullehrer, Sohn von Friedrich Kaulbach                                                   | 1886–?: Rektor |  |
| Ellis Kaut (1920–2015)                         | Schriftstellerin                                                                                         | 1940–1944: Studentin |  |
| Albert von Keller (1844–1920)                  | Maler | 1865–?: Student |  |
| Gottfried Keller (1819–1890)                   | Dichter, Politiker und Landschaftsmaler                                                                  | 1840–1842: Zaungast |  |
| Georg Kemper (1880–1948)                       | Bildhauer und Keramiker                                                                                  | 1904–1912 Student |  |
| Ludwig Kern (1902–1942)                        | Bildhauer                                                                                                | 1925–1929 Student |  |
| Melchior Kern (1872–1947)                      | Maler | 1891–189?: Student |  |
| Josef Kerschensteiner (1864–1936)              | Tiermaler                                                                                                | ?–?: Student |  |
| Rüdiger Keuth (1945–2006)                      | Künstler                                                                                                 | 1968–1972: Studium |  |
| Heinrich Kirchner (1902–1984)                  | Bildhauer und Hochschullehrer                                                                            | ?–?: Student 1932–?: Leiter der Bronzegusswerkstatt 1951–1970: Professor                                                 |  |
| Renate Kirchhof-Stahlmann (* 1942)             | Künstlerin                                                                                               | ?–?: Studentin |  |
| Julia Kissina (* 1966)                         | Künstlerin und Schriftstellerin                                                                          | ?–?: Studentin |  |
| Philipp Kittler (1861–1944)                    | Bildhauer und Medailleur                                                                                 | 1893–1895: Student, Große Silbermedaille                                                                                 |  |
| Erich Klahn (1901–1978)                        | Künstler                                                                                                 | 1920–1921: Student |  |
| Jürgen Klauke (* 1943)                         | Performance-Künstler und Hochschullehrer                                                                 | 1983–1984 Gastprofessor                                                                                                  |  |
| Paul Klee (1879–1940)                          | Kunstmaler und Hochschullehrer                                                                           | 1900–?: Student |  |
| Eitel Klein (1906–1990)                        | Maler und Grafiker                                                                                       | 1929–?: Student |  |
| Franz Klemmer (1879–1964)                      | Maler und Hochschullehrer                                                                                | 1908–?: Student 1926–?: Professor                                                                                        |  |
| Max Klinger (1857–1920)                        | Bildhauer, Maler und Grafiker                                                                            | 1891–?: Mitglied |  |
| Walter Klose (1921–2003)                       | Maler | 1940–1944: Student |  |
| Joseph Knabl (1819–1881)                       | Bildhauer                                                                                                | 1862–1891: Professor für Christliche Plastik                                                                             |  |
| Karin Kneffel (* 1957)                         | Malerin und Hochschullehrerin                                                                            | 2008–: Professorin |  |
| Gustav Adolf Knittel (1852–1909)               | Bildhauer                                                                                                | 1872–?: Student |  |
| Josef Alois Knittel (1814–1875)                | Bildhauer                                                                                                | 1835–1838: Student |  |
| Anna Stainer-Knittel (1841–1915)               | „Geierwally“                                                                                             | 1859–1864: Studentin (abgebrochen)                                                                                       |  |
| Heinrich Knirr (1862–1944)                     | Maler und Hochschullehrer                                                                                | 1898–1910: Hochschullehrer                                                                                               |  |
| Edgar Knoop (* 1936)                           | Maler, Objektkünstler, Fotograf                                                                          | 1960–1966: Student 1983–2000: Professor                                                                                  |  |
| Wilhelm von Kobell (1766–1853)                 | Maler, Radierer und Hochschullehrer                                                                      | 1814–1826: Professor |  |
| Alfred Kohler (1916–1984)                      | Maler | 1935–1937: Student |  |
| Florian Köhler (1935–2013)                     | Maler, Zeichner, Grafiker                                                                                | 1957–1963: Student |  |
| Gustav König (1808–1869)                       | Maler | 1833–?: Student |  |
| Georg Könitzer (1818–1885)                     | Maler, Zeichner                                                                                          | 1844–1847: Student |  |
| Gustav Adolf Koettgen (1805–1882)              | Maler, Zeichner                                                                                          | 1827–?: Student |  |
| Leo Kornbrust (1929–2021)                      | Bildhauer                                                                                                | 1951–1957: Student |  |
| Alexander von Kotzebue (1815–1889)             | Schlachtenmaler und Hochschullehrer                                                                      | ?–?: Ehrenmitglied |  |
| Käte Krakow (1918–2001)                        | Künstlerin (Bildhauerin, Holzschneiderin, Plastikerin, Portraitier)                                      | 1941–1944: Studentin |  |
| Joseph Kram (1852–1874)                        | Künstler, bekannt als Mundartdichter                                                                     | 1873: Student |  |
| August von Kreling (1819–1876)                 | Maler und Bildhauer                                                                                      | 1836–?: Student |  |
| Franz Kreuzer (1819–1872)                      | Xylograf und Landschaftsmaler                                                                            | ?–?: Student |  |
| Diedrich Samuel Kropp (1824–1913)              | Bildhauer                                                                                                | 1851–1852: Student |  |
| Alfred Kubin (1877–1959)                       | Grafiker, Schriftsteller und Buchillustrator                                                             | 1899–?: Student (abgebrochen)                                                                                            |  |
| Gotthardt Kuehl (1850–1915)                    | Maler und Hochschullehrer                                                                                | 1870–?: Student |  |
| Otto Künzli (* 1948)                           | Goldschmied und Hochschullehrer                                                                          | 1972–1978: Student seit 1991: Professor für Goldschmiedekunst                                                            |  |
| Waldemar Kuhn (1923–2015)                      | Bildhauer und Künstler                                                                                   | ?–?: Student |  |
| Walt Kuhn (1877–1949)                          | Maler und Illustrator, Organisator der Armory Show von 1913                                              | 1902–1903: Student |  |
| Erich Kuithan (1875–1917)                      | Maler und Leiter einer Zeichenschule in Jena bis 1908                                                    | 1893–1895: Student |  |
| Hugo Kunz (1884–1938)                          | Maler und Radierer                                                                                       | 1909–1911: Student |  |
| Rudolf Kuppelmayr (1843–1918)                  | Maler | ?–?: Student |  |
| Otto von Kursell (1884–1967)                   | Maler, Grafiker, Politiker, Hochschuldirektor und Senator der Preußischen Akademie der Künste            | 1907–1911: Student |  |
| L                                              | | |  |
| Siegfried Laboschin (1868–1929)                | Maler, Grafiker und Kunstkritiker                                                                        | ?–?: Student |  |
| Georg Lacher (1809–1882)                       | Maler | 1828–?: Student |  |
| Hans Ladner (1930–2001)                        | Bildhauer und Hochschullehrer                                                                            | 1968–1995: Professor 1982–1985 und 1988–1991: stellvertretender Rektor 1995–2001: Ehrenmitglied                          |  |
| Anton Lamprecht (1901–1984)                    | Maler | 1923–?: Student |  |
| Christiane Lange (* 1964)                      | Kunsthistorikerin                                                                                        | 2003–: Professorin |  |
| Ludwig von Langenmantel (1854–1922)            | Maler | 1869–1874: Student |  |
| Johann Peter von Langer (1756–1824)            | Maler, Hochschullehrer und -rektor                                                                       | 1806–?: erster Rektor der Akademie                                                                                       |  |
| Robert von Langer (1783–1846)                  | Maler und Hochschullehrer; Sohn von Johann Peter von Langer                                              | 1806–?: Professor 1820–?: Generalsekretär                                                                                |  |
| Dietrich Langko (1819–1896)                    | Maler | ?–?: Student |  |
| Carl Johann Lasch (1822–1888)                  | Maler | 1844–1846: Student |  |
| Hans Laßleben (1908–1941)                      | Grafiker, Zeichner und Illustrator                                                                       | ?–?: Student |  |
| Otto Emil Lau (1853–1917)                      | Lithograf und Zeichner                                                                                   | 1872: Student |  |
| Wolfgang Lauter (* 1946)                       | Grafik-Designer, Fotograf, Künstler und Musiker                                                          | 1972–1978: Student 1978: Abschlussdiplom                                                                                 |  |
| Wilhelm Leibl (1844–1900)                      | Maler | 1864–1869: Student |  |
| Karl Leipold (1864–1943)                       | Maler | 1884–1885: Student |  |
| Richard Liebermann (1900–1966)                 | Maler | 1921–?: Student |  |
| Erich Lindenberg (1938–2006)                   | Maler; Bruder von Udo Lindenberg                                                                         | ?–?: Student |  |
| Carl August Liner (1871–1946)                  | Maler, Zeichner, Grafiker und Erfinder.                                                                  | 1880–1893: Student |  |
| Franz von Lenbach (1836–1904)                  | Maler und Hochschullehrer                                                                                | 1853–?: Student |  |
| Alexander von Liezen-Mayer (1839–1898)         | Maler, Hochschullehrer und -direktor                                                                     | ?–?: Student 1883–1898: Professor                                                                                        |  |
| Wilhelm von Lindenschmit (jun.) (1829–1895)    | Maler, Holzschneider und Lithograf                                                                       | 1844–?: Student |  |
| Franz Löffler (1875–1955)                      | Maler und Grafiker                                                                                       | 1899–?: Student |  |
| Ludwig von Löfftz (1845–1910)                  | Maler und Hochschullehrer                                                                                | 1893–?: Rektor |  |
| Kurt P. Lohwasser (1922–1999)                  | Maler, Grafiker und Hochschullehrer                                                                      | 1983–?: Professor |  |
| Friedrich Lossow (1837–1872)                   | Tiermaler und Illustrator                                                                                | ?–?: Student (abgebrochen)                                                                                               |  |
| Heinrich Lossow (1843–1897)                    | Genremaler                                                                                               | ?–?: Student |  |
| Mina Loy (1882–1966)                           | Künstlerin, Dichterin, Futuristin, Schauspielerin und Lampendesignerin                                   | 1899–1901: Studentin |  |
| Heidi Lüdi (* 1949)                            | Szenenbildnerin                                                                                          | 1967–1969: Studentin |  |
| Marianne Lüdicke (1919–2012)                   | Bildhauerin                                                                                              | 1939–1944: Studentin |  |
| Nikiforos Lytras (1832–1904)                   | Maler und Hochschullehrer                                                                                | 1860–1865: Student, Grieche                                                                                              |  |
| M                                              | | |  |
| Hans Makart (1840–1884)                        | Maler und Dekorationskünstler                                                                            | 1861–1862: Student |  |
| Oswald Malura (1906–2003)                      | Maler | 1926–?: Student |  |
| Emil Manz (1880–1945)                          | Bildhauer                                                                                                | ?–?: Student |  |
| Franz Marc (1880–1916)                         | Maler und Sohn von Wilhelm Marc                                                                          | 1900–1903: Student |  |
| Wilhelm Marc (1839–1907)                       | Maler und Hochschullehrer; Vater von Franz Marc                                                          | ?–?: Student ?–?: Professor                                                                                              |  |
| Vilhelm Marstrand (1810–1873)                  | Maler, Zeichner und Hochschullehrer                                                                      | ?–?: Student |  |
| Hermann Marggraff (1809–1864)                  | Schriftsteller, Journalist und Literaturkritiker                                                         | 1842–1855: Generalsekretär                                                                                               |  |
| Johann Marggraff (1830–1917)                   | Malerei und Architektur                                                                                  | 1850–?: Student |  |
| Carl von Marr (1858–1936)                      | Maler und Hochschullehrer                                                                                | ?–?: Student ?–?: Professor                                                                                              |  |
| Georg Mattes (1874–1942)                       | Bildhauer und Hochschullehrer                                                                            | ?–?: Professor |  |
| Florian Matzner (* 1961)                       | Kunstkritiker, Kurator und Hochschullehrer                                                               | 1998–: Professor |  |
| Walter Mauder (1913–1999)                      | Maler | 1933–1936: Student |  |
| Gabriel von Max (1840–1915)                    | Maler und Hochschullehrer                                                                                | 1879–1883: Professor |  |
| Karl May (Bildhauer) (1884–1961)               | Bildhauer, Maler und Zeichner                                                                            | zwischen 1908 und 1919: Student                                                                                          |  |
| Alois Mayer (1855–1936)                        | Bildhauer                                                                                                | ?–?: Student 1885–?: Gehilfe von Wilhelm von Rümann                                                                      |  |
| Friedrich Carl Mayer (1824–1903)               | Maler und Hochschullehrer                                                                                | 1844–1948: Student |  |
| Martin Mayer (1931–2022)                       | Bildhauer, Grafiker und Zeichner                                                                         | 1949–1954: Student |  |
| Max Mayrshofer (1875–1950)                     | Maler und Hochschullehrer                                                                                | 1908–?: Student 1925–?: Professor                                                                                        |  |
| Rita McBride (* 1960)                          | Bildhauerin, Installationskünstlerin und Hochschullehrerin                                               | 1999–2000: Gastprofessorin                                                                                               |  |
| Heinrich Meichelt (1805–1880)                  | Maler und Professor am Polytechnikum Karlsruhe                                                           | 1827–?: Student (Historienmalerei)                                                                                       |  |
| Hanns Meilhamer (* 1951)                       | Kabarettist und Schauspieler                                                                             | ?–?: Student |  |
| Thomas Meissner (* 1949?)                      | Fernsehregisseur                                                                                         | ?–?: Student |  |
| Georg Meistermann (1911–1990)                  | Maler, Zeichner, Grafiker und Hochschullehrer                                                            | 1964–?: Professor |  |
| Franz Xaver von Meixner (* ?; † ?)             | Landschaftsmaler                                                                                         | ?–?: Student |  |
| Michaela Melián (* 1956)                       | Künstlerin und Musikerin                                                                                 | ?–?: Gastprofessorin |  |
| Peter Mell (* 1939)                            | Künstler                                                                                                 | 1959–1964: Student |  |
| Vadim Meller (1884–1962)                       | Künstler, Architekt, Bühnenbildner, Buchillustrator                                                      | 1908–1912: Student |  |
| Willy Meller (1887–1974)                       | Bildhauer                                                                                                | 1911–1914: Student |  |
| Carlo Mense (1886–1965)                        | Maler und Hochschullehrer                                                                                | 1908–1910: Student |  |
| Gerhard Merz (* 1947)                          | Künstler und Hochschullehrer                                                                             | 1969–1973: Student 2004–: Professor                                                                                      |  |
| Pius Ferdinand Messerschmitt (1858–1915)       | Maler | 1880–1884(?): Student 1912: Ernennung zum Professor                                                                      |  |
| Olaf Metzel (* 1952)                           | Bildhauer und Objektkünstler                                                                             | 1990–: Professor |  |
| Edgar Meyer (1853–1925)                        | Maler, Professor, Schlossherr und Agitator                                                               | |  |
| Reinhard Michl (* 1948)                        | Zeichner, Illustrator, Autor                                                                             | 1973–1980: Student |  |
| Ferdinand von Miller (1842–1929)               | Erzgießer, Bildhauer und Hochschulrektor                                                                 | 1900–1918: Rektor |  |
| Ferdinand Mirwald (1872–1948)                  | Maler und Holzschneider                                                                                  | 1892–1896: Student |  |
| Julius Mössel (1871–1957)                      | Dekorations- und Kunstmaler                                                                              | ab 1889: Student |  |
| Hermann Moest (1868–1945)                      | Maler | 1890–1894: Student |  |
| Siegfried Mollier (1866–1954)                  | Anatom und Hochschullehrer                                                                               | 1897–1938: Dozent |  |
| Josef Moroder-Lusenberg (1846–1939)            | Maler und Bildhauer                                                                                      | 1876–1880: Student |  |
| Eduard Morres (1884–1980)                      | Maler und Zeichner                                                                                       | 1906–1908 Student |  |
| Alfons Mucha (1860–1939)                       | Plakatkünstler, Grafiker, Illustrator, Maler                                                             | 1885–1887: Student |  |
| Otto Mueller (1874–1930)                       | Maler, Lithograf und Hochschullehrer                                                                     | 1898–?: Student |  |
| Matthias Mühling (* 1968)                      | Kunsthistoriker, Kurator, Publizist und Hochschuldozent                                                  | ?–?: Dozent(?) |  |
| Andreas Müller (1831–1901)                     | „Komponiermüller“; Freskant, Historienmaler und Illustrator                                              | 1875–?: Professor |  |
| Karl Hermann Müller-Samerberg (1869–1946)      | Maler | 1893–?: Student |  |
| Richard Mund (1885–1968)                       | Kunstmaler                                                                                               | 1908–?: Student |  |
| Hansfried Münchberg (* 1946)                   | Kunstmaler                                                                                               | 1973–1980: Student |  |
| Adolf Münzer (1870–1953)                       | Maler, Grafiker und Hochschullehrer                                                                      | 1894–?: Student (Unterbrechung durch Militärdienst) 1896–?: Ateliermeister                                               |  |
| Joseph Munsch (1832–1896)                      | Genre- und Historienmaler                                                                                | 1851–?: Student |  |
| N                                              | | |  |
| Caspar Neher (1897–1962)                       | Bühnenbildner                                                                                            | 1991–?: Student |  |
| Michael Neher (1798–1876)                      | Maler | 1813–1816: Student |  |
| Helmut Nennmann (* 1949)                       | Maler | 1981–1984: Student |  |
| Paolo Nestler (1920–2010)                      | Architekt                                                                                                | 1959–1985: Professor der Innenarchitektur                                                                                |  |
| Peter Nestler (1937)                           | Schauspieler und Dokumentarfilmer                                                                        | ?–?: Student |  |
| Remigius Netzer (1916–1985)                    | Maler, Grafiker und Übersetzer                                                                           | 1935–1940: Student |  |
| Marlene Neubauer-Woerner (1918–2010)           | Bildhauerin                                                                                              | 1942–1945: Studentin |  |
| Clemens Neuhaus (1927–1991)                    | Maler | ?–?: Student |  |
| Uwe Neuhaus (* 1942)                           | Maler | 1961–?: Student |  |
| Elisabeth Ney (1833–1907)                      | Bildhauerin                                                                                              | 1852–1855: Studentin |  |
| Eduard Niczky (1850–1919)                      | Maler | 1871–187?: Student |  |
| Rolf Niczky (1881–1950)                        | Maler, Grafiker und Illustrator                                                                          | Student |  |
| Olaf Nicolai (1962)                            | Bildhauer                                                                                                | Professor seit 2011 |  |
| Adelbert Niemeyer (1867–1932)                  | Maler, Architekt, Kunstgewerbler                                                                         | 190?–1932: Professor; ab 189? Student?                                                                                   |  |
| Max Nonnenbruch (1857–1922)                    | Maler | 1877–1879: Student |  |
| O                                              | | |  |
| Josef Oberberger (1905–1994)                   | Maler, Künstler und Hochschullehrer                                                                      | 1925–1932: Student 1954–1974: Professor                                                                                  |  |
| Berthold Oehl (1910–1979)                      | Maler und Bildhauer                                                                                      | 1936–1943: Student |  |
| Markus Oehlen (* 1956)                         | zeitgenössischer Künstler                                                                                | 2002–: Professor |  |
| Else Oppler-Legband (1875–1965)                | Architektin, Innenarchitektin, Künstlerin/Kunsthandwerkerin, Kostümbildnerin und Modeschöpferin          | ?–?: Studentin |  |
| Steffen Orlowski (* 1966)                      | zeitgenössischer Künstler;                                                                               | seit 2002: Dozent & Werkstattleiter für skulpturales Glas                                                                |  |
| August Orth (1828–1901)                        | Architekt                                                                                                | 1954–?: Student |  |
| Hans Osel (1907–1996)                          | Bildhauer                                                                                                | 1931–1938: Student |  |
| Leonid Ossipowitsch Pasternak (1862–1945)      | Maler | 1885–1887: Student |  |
| Fritz Osswald (1878–1966)                      | Maler | 1897–1901: Student |  |
| P                                              | | |  |
| Paul Paede (1868–1929)                         | Maler | 1898–?: Student |  |
| Heiner Palinkas (1913–2004)                    | Maler | ?–?: Student |  |
| Augustin Palme (1808–1897)                     | Maler | 1831–?: Student |  |
| Eduardo Paolozzi (1924–2005)                   | Grafiker, Bildhauer und Hochschullehrer                                                                  | 1981–1989: Professor |  |
| Clemens Pasch (1910–1985)                      | Bildhauer und Maler                                                                                      | 1942–1946: Student |  |
| Beate Passow (* 1945)                          | Künstlerin (Fotografie), Trägerin des Gabriele Münter Preises 2017                                       | 1969–1975: Studentin |  |
| Bruno Paul (1874–1968)                         | Architekt, Karikaturist, Kunsthandwerker, Hochschullehrer und -präsident                                 | ?–?: Student |  |
| Ruth Paulig (* 1949)                           | Politikerin (Bündnis 90/Die Grünen)                                                                      | ?–?: Studentin |  |
| Sergius Pauser (1896–1970)                     | Maler und Hochschullehrer                                                                                | 1919–1924: Student |  |
| Friedrich Pecht (1814–1903)                    | Maler und Kunstschriftsteller                                                                            | 1833–1835: Student |  |
| Hans Perathoner (1872–1946)                    | Bildhauer, Maler, Hochschullehrer                                                                        | 1897–1903: Student |  |
| Markus Pernhart (1824–1871)                    | Maler | ?–?: Student |  |
| Friederike Pezold (* 1945)                     | Videokünstlerin, Filmemacherin und Fotografin                                                            | ?–?: Studentin |  |
| Georg Pezold (1865–1943)                       | Bildhauer                                                                                                | 1887–1892: Student |  |
| Bruno Piglhein (1848–1894)                     | Maler | 1871–?: Student bei Dietz                                                                                                |  |
| Carl Theodor von Piloty (1826–1886)            | Maler, Hochschullehrer und -rektor                                                                       | 1874–1886: Rektor |  |
| Ernst Platz (1867–1940)                        | Bergmaler und Alpinist                                                                                   | ?–?: Student |  |
| Max Pöppel (1909–1989)                         | Maler und Bildhauer                                                                                      | ?–?: Student |  |
| Oskar von Pistor (1865–1928)                   | Maler | 1893–?: Student |  |
| Margaretha von Plessen (1894–1970)             | Malerin                                                                                                  | 1920–1921: Student |  |
| Hans von Poschinger (1892–1951)                | Guts- und Fabrikbesitzer sowie Kunstmaler                                                                | ?–?: Student |  |
| Norbert Prangenberg (1949–2012)                | Maler, Grafiker, Bildhauer, Glasdesigner und Hochschullehrer für Keramik und Glasmalerei                 | 1993–2012: Professor |  |
| Emil Preetorius (1883–1973)                    | Bühnenbildner, Illustrator und Hochschullehrer                                                           | 1927–1951: Professor |  |
| Rupert Preißl (1925–2003)                      | Maler und Grafiker                                                                                       | Student |  |
| Henny Protzen-Kundmüller (1896–1967)           | Malerin                                                                                                  | 1920–1926: Studentin |  |
| Gilbert Prousch (* 1943)                       | Künstler                                                                                                 | 1961–?: Student |  |
| Fritz Prölß (1855–1934)                        | Maler | 1880–?: Student |  |
| Walter Püttner (1872–1953)                     | Maler und Hochschullehrer                                                                                | ?–?: Student ?–?: Professor                                                                                              |  |
| Leo Putz (1869–1940)                           | Künstler und Hochschullehrer                                                                             | 1885–1905: Student |  |
| Hans Prähofer (1920–2005)                      | Maler, Bildhauer, Grafiker und Schriftsteller                                                            | ?–?: Student |  |
| Q                                              | | |  |
| R                                              | | |  |
| Johann Leonhard Raab (1825–1899)               | Radierer und Kupferstecher                                                                               | 1869–?: Professor |  |
| Arthur von Ramberg (1819–1875)                 | Maler, Zeichner und Hochschullehrer                                                                      | 1866–?: Professor |  |
| Lilo Ramdohr (1913–2013)                       | Malerin, Bühnenbildnerin und Schriftstellerin                                                            | 1934–1935: Studentin |  |
| Renate Rasp (1935–2015)                        | Schriftstellerin                                                                                         | ?–?: Studentin |  |
| Josef Rauch (1867–1921)                        | Bildhauer                                                                                                | ?–?: Student |  |
| Karl Raupp (1837–1918)                         | Maler und Hochschullehrer                                                                                | 1860–1865: Student ?–?: Professor                                                                                        |  |
| Leo Rauth (1884–1913)                          | Maler und Grafiker                                                                                       | 1908–1909: Student |  |
| Theodor Recknagl (1865–1945)                   | Maler | 1881–?: Student |  |
| Dieter Rehm (* 1955)                           | Fotokünstler                                                                                             | 1978–1984: Student 1986–?: Leiter der Studienwerkstatt für Fotografie 2001–?: Professor für Fotografie 2010–?: Präsident |  |
| Albert Reich (1881–1942)                       | Maler, Grafiker, Zeichner und Illustrator                                                                | 1902–190?: Student |  |
| Johanna Reich (* 1977)                         | Künstlerin und Hochschullehrerin                                                                         | 2020–?: Professorin |  |
| Karl Reidel (1927–2006)                        | Bildhauer                                                                                                | 1948–1954: Student |  |
| Jürgen Reipka (1936–2013)                      | Maler | 1963–1968: Student ab 1973: Professor 1976–1979: Präsident                                                               |  |
| Carl Reiser (1877–1950)                        | Maler und Hochschullehrer                                                                                | ?–?: Student 1927–1933: Professor                                                                                        |  |
| Hans Peter Reuter (1942–2024)                  | Künstler und Hochschullehrer                                                                             | 1963–1967: Student |  |
| Ferdinand von Rezniček (1868–1909)             | Maler, Zeichner und Illustrator                                                                          | 1888–?: Student |  |
| Lorenz Max Rheude (1863–1939)                  | Grafiker, Kunstmaler, Heraldiker und Autor                                                               | ?–?: Student |  |
| Hieronymus Richter (1837–1899)                 | Historienmaler und Hochschullehrer                                                                       | 1856–1863: Student |  |
| Franz Rickert (1904–1991)                      | Gold- und Silberschmied sowie Hochschullehrer                                                            | 1946–1972: Professor |  |
| Richard Riemerschmid (1868–1957)               | Künstler, Architekt, Hochschullehrer und -präsident                                                      | 1888–1890: Student |  |
| Paul Rieth (1871–1925)                         | Maler und Zeichner                                                                                       | 1886–1889: Student |  |
| Franz Rindfleisch (1929–2016)                  | Kunstpädagoge und Universitätsprofessor                                                                  | 1949–1952: Student |  |
| Wilhelm Georg Ritter (1850–1926)               | Maler und Mal-Lehrer                                                                                     | 1868–1873: Student |  |
| Günter Rittner (1927–2020)                     | Maler und Grafiker                                                                                       | 1948–1953: Student |  |
| Andrea Robbi (1864–1945)                       | Maler | 1888–1889: Student |  |
| Stefan Römer (* 1960)                          | Künstler, Kunsthistoriker und Professor                                                                  | 200?–20??: Professor |  |
| Lothar Romain (1944–2005)                      | Journalist, Kunstwissenschaftler, Hochschullehrer und -präsident                                         | 1992–1996: Professor |  |
| Walter Romberg (1898–1973)                     | Maler und Radierer                                                                                       | ab 1916: Student |  |
| Herbert Rosendorfer (1934–2012)                | Jurist und Schriftsteller                                                                                | ?–?: Student |  |
| Nikolaus Röslmeir (1901–1977)                  | | 1925–1927: Student |  |
| Jutta Rossmann (* 1976)                        | Malerin                                                                                                  | 1998–2005: Studentin |  |
| Richard Roth (1907–2003)                       | Gebrauchsgrafiker                                                                                        | 1959–1972: Professor |  |
| Karl Friedrich Roth (1890–1960)                | Porträtmaler                                                                                             | 1912–1914: Student |  |
| Franz Roubaud (1856–1928)                      | Maler und Hochschullehrer                                                                                | 1877–1978: Student |  |
| Sep Ruf (1908–1982)                            | Architekt und Hochschullehrer                                                                            | 1953–1972: Professor 1957–1960: Rektor                                                                                   |  |
| Wilhelm von Rümann (1850–1906)                 | Bildhauer und Hochschullehrer                                                                            | 1887–?: Professor |  |
| Gernot Rumpf (1941–2025)                       | Bildhauer und Hochschullehrer                                                                            | 1964–1970: Student |  |
| S                                              | | |  |
| Michael Sailstorfer (* 1979)                   | Künstler                                                                                                 | 1999–2005: Student |  |
| Leo Samberger (1861–1949)                      | Maler | 1880–1887: Student ab 1900: Ehrenmitglied                                                                                |  |
| Peter Sapp (* 1961)                            | Architekt                                                                                                | 2006–2012: Professor |  |
| Amandus Sattler (* 1957)                       | Architekt                                                                                                | Professor |  |
| Albin Sättler (1927–1998)                      | Künstler                                                                                                 | 1950–1954: Student |  |
| Fumie Sasabuchi (* 1975)                       | Malerin, Zeichnerin                                                                                      | 2002–2006: Student |  |
| Robert Schade (1861–1912)                      | Maler | Anfang 1880er-Jahre: Student                                                                                             |  |
| Fritz Schaefler (1888–1954)                    | Maler und Grafiker                                                                                       | 1905–1909: Student |  |
| Sebastian Scharnagel (1791–1837)               | Maler | 1811–?: Student |  |
| Wilhelm Schaupp (1922–2005)                    | Architekt und Baungenieuer                                                                               | 1959–1970: Hochschullehrer                                                                                               |  |
| Emil Scheibe (1914–2008)                       | | 1935–1939: Student |  |
| Martin Scheible (1873–1954)                    | Bildhauer und Holzschnitzer                                                                              | 1898–1900: Student |  |
| Friedrich Wilhelm Joseph Schelling (1775–1854) | Philosoph                                                                                                | ab 1808: Generalsekretär                                                                                                 |  |
| Alexander Scherban (1886–1964)                 | Maler | ?–?: Student |  |
| Ludwig Scheuermann (1859–1911)                 | Maler | 1879–1883: Student |  |
| Heinz Schiestl (1867–1940)                     | Bildhauer und Grafiker                                                                                   | 1892–?: Student |  |
| Matthäus Schiestl (1869–1939)                  | Maler und Grafiker                                                                                       | 1894–?: Student |  |
| Rudolf Schiestl (1878–1931)                    | Maler, Grafiker und Hochschullehrer                                                                      | 1896–1898: Student |  |
| Maurus Schifferli (* 1973)                     | Landschaftsarchitekt und Universitätsprofessor                                                           | 1999: Gastdozent |  |
| Adolf Schinnerer (1876–1949)                   | Maler, Grafiker, Zeichner und Hochschullehrer                                                            | 1924–?: Professor |  |
| Karl Schlabow (1891–1984)                      | Textilarchäologe                                                                                         | ?–?: Student |  |
| Moriz Schlachter (1852–1931)                   | Holzbildhauer und Kirchenausstatter                                                                      | 1875–?: Student |  |
| Eduard Schleich (sen.) (1812–1874)             | Maler und Hochschullehrer                                                                                | ?–?: Professor |  |
| Eberhard Schlotter (1921–2014)                 | Maler, Grafiker und Hochschullehrer                                                                      | 1939–1941: Student |  |
| Gotthelf Schlotter (1922–2007)                 | Bildhauer                                                                                                | ?–?: Student |  |
| Joseph Schlotthauer (1789–1869)                | Maler und Hochschullehrer                                                                                | ?–?: Student 1830–?: Professor                                                                                           |  |
| Walter Clemens Schmidt (1890–1979)             | Maler, Grafiker, Holzschneider, Glasmaler                                                                | 1911–1913: Student 1918–1919: Student                                                                                    |  |
| Hildi Schmidt Heins (1915–2011)                | Malerin Bildhauerin und Fotografin                                                                       | ?–?: Student |  |
| Wieland Schmied (1929–2014)                    | Kunsthistoriker, Schriftsteller, Hochschullehrer und -rektor                                             | 1986–1994: Professor 1985–1999: Rektor                                                                                   |  |
| Otto Michael Schmitt (1904–1992)               | Künstler                                                                                                 | 1924–?: Student |  |
| Hans Schnell (Maler) (1951–2019)               | Maler und Hochschullehrer                                                                                | 1974–1980: Student, Meisterschüler bei K. F. Dahmen                                                                      |  |
| Karl Schmoll von Eisenwerth (1879–1948)        | Maler, Grafiker, Glaskünstler und Hochschullehrer                                                        | 1899–1901: Student |  |
| Karl Schorn (1800–1850)                        | Maler und Hochschullehrer                                                                                | 1847–1850: Professor |  |
| Alois Schölß (1905–1986)                       | Maler | 1926–1929: Student |  |
| Michael Schölß (* 1947)                        | Maler, Grafiker                                                                                          | 1969–1974: Student |  |
| Robert Schraudolph (1887–1978)                 | Kunstmaler                                                                                               | ?–?: Student |  |
| Georg Schreyögg (1870–1934)                    | Bildhauer                                                                                                | ?–1901: Student |  |
| Siegfried Schriml (1927–2016)                  | Künstler                                                                                                 | 1948–1953: Student |  |
| Gertrud Wiebke Schröder (1897–1977)            | Bildhauer und Kunstgewerbler                                                                             | 1923: Student |  |
| Ludwig Schwanthaler (1802–1848)                | Bildhauer                                                                                                | ?–?: Dozent |  |
| Karl Schwend (1890–1968)                       | Leiter der Bayerischen Staatskanzlei                                                                     | 1958–1968: Generalsekretär der Akademie                                                                                  |  |
| Eduard Schwoiser (1826–1902)                   | Historienmaler                                                                                           | 1851–?: Student |  |
| Felix Schwormstädt (1870–1938)                 | Maler, Zeichner, Illustrator und Hochschullehrer                                                         | ?–?: Student |  |
| Ludwig Sckell (1833–1912)                      | Landschaftsmaler                                                                                         | ?: Ehrenmitglied |  |
| Sean Scully (* 1945)                           | Maler und Grafiker                                                                                       | 2002–2007: Professor |  |
| Engelbert Seibertz (1813–1905)                 | Porträt- und Historienmaler                                                                              | 1832–1835: Student |  |
| Gabriel von Seidl (1848–1913)                  | Architekt                                                                                                | ?–?: Student ?–1913: Ehrenmitglied                                                                                       |  |
| Anton Seitz (1829–1900)                        | Maler | 1876–1900: Ehrenmitglied                                                                                                 |  |
| Franz von Seitz (1817–1883)                    | Maler, Lithograf, Radierer, Kostümbildner, Hochschullehrer und Theaterdirektor                           | ?–?: Student 1858–1876: Professor                                                                                        |  |
| Julius Seitz (1847–1912)                       | Bildhauer                                                                                                | 1868–?: Student |  |
| Otto Seitz (1846–1912)                         | Maler und Hochschullehrer                                                                                | ?–?: Student ?–?: Professor                                                                                              |  |
| Rudolf von Seitz (1842–1910)                   | Maler, Zeichner, Kunstgewerbler und Hochschullehrer                                                      | 1888–?: Professor |  |
| Rudolf Seitz (1934–2001)                       | Kunstpädagoge und Hochschullehrer                                                                        | 1954–?: Student 1982–1988: Rektor                                                                                        |  |
| Heinrich Seufferheld (1866–1940)               | Zeichner, Maler, Radierer und Hochschullehrer                                                            | 1884–1887 und 1889–1891: Student                                                                                         |  |
| Julius Seyler (1873–1955)                      | Maler und Sportler                                                                                       | 1892–?: Student |  |
| Walter Siegfried (* 1949)                      | Performer                                                                                                | 1987–2005: Lehrbeauftragter                                                                                              |  |
| Hugo Siegwart (1865–1938)                      | Bildhauer                                                                                                | 1885–1886: Student |  |
| Adam Siepen (1851–1904)                        | fußmalender Kunstmaler                                                                                   | ?–?: Student |  |
| Ludwig Sievert (1887–1966)                     | Bühnenbildner                                                                                            | 1942–?: Hochschullehrer                                                                                                  |  |
| Emö Simonyi (* 1943)                           | Malerin                                                                                                  | 1993–1995: Dozentin(?)                                                                                                   |  |
| Max Slevogt (1868–1932)                        | Maler, Grafiker, Illustrator, Bühnenbildner und Hochschullehrer                                          | 1885–1889: Student |  |
| Friedrich Adolf Sötebier (1896–1973)           | Bildhauer und Hochschullehrer                                                                            | Ab 1927 war er Meisterschüler von Joseph Wackerle an der Akademie der Bildenden Künste München.                          |  |
| Max Söllner (1929–2003)                        | Künstler                                                                                                 | 1949–1956: Student |  |
| Hermann Wilhelm Soltau (1812–1861)             | Maler, Illustrator und Graphiker                                                                         | 1832–?: Student |  |
| Philipp Sonntag (* 1941)                       | Schauspieler, Kabarettist, Drehbuchautor und Regisseur                                                   | ?–?: Student |  |
| Edith Soterius von Sachsenheim (1941–1970)     | Malerin                                                                                                  | 1907–1910: Student |  |
| Helmut Spanner (* 1951)                        | Kinderbilderbuchautor                                                                                    | 1972–1977: Student |  |
| Lothar Späth (1937–2016)                       | Politiker und Manager                                                                                    | 2001: Ehrensenatorenwürde                                                                                                |  |
| Christine Splitgerber                          | Kunstmalerin                                                                                             | 1976–1981: Student |  |
| Daniel Spoerri (1930–2024)                     | Tänzer, Regisseur und Hochschullehrer                                                                    | 1983–1989: Professor |  |
| Gretel Stadler (1937–2022)                     | Künstlerin                                                                                               | 1956–1959: Studentin |  |
| Toni Stadler (1888–1982)                       | Bildhauer, Zeichner und Hochschullehrer                                                                  | 1946–1958: Professor 1953–?: stellvertretender Rektor                                                                    |  |
| Pia Stadtbäumer (* 1959)                       | Bildhauerin, Installationskünstlerin und Hochschullehrerin                                               | 1996–1997: Gastprofessorin                                                                                               |  |
| Johann Gottfried Steffan (1815–1905)           | Landschaftsmaler                                                                                         | 1833–?: Student |  |
| Otto Steidle (1943–2004)                       | Architekt und Hochschullehrer                                                                            | 1965–1969: Student 1991–?: Professor 1993–?: Rektor                                                                      |  |
| Heinrich Steiner (1911–2009)                   | Maler | 1932–1934: Student |  |
| Margot Stempel-Lebert (1922–2009)              | Bildhauerin                                                                                              | 1942–1944: Studentin |  |
| Georg Sternbacher (1933–1995)                  | Maler und Künstler                                                                                       | 1953–?: Student |  |
| Martin Sternagel (1893–1943)                   | Maler | ?–?: Student |  |
| Hito Steyerl (* 1966)                          | Filmemacherin und Autorin                                                                                | 2024–?: Professorin |  |
| Johann Baptist Stiglmaier (1791–1844)          | Erzgießer, Bildhauer und Medailleur                                                                      | ?–?: Student |  |
| Marianne Stokes (1855–1927)                    | Malerin                                                                                                  | ?–?: Studentin |  |
| Paul Stollreither (1886–1973)                  | Stillleben- und Porträtmaler                                                                             | ?–?: Student |  |
| Paul Storm (1880–1951)                         | Maler | 1902–1909: Student |  |
| Paul Strecker (1900–1950)                      | Bühnenbildner, Maler, Schriftsteller und Hochschullehrer                                                 | 1919–1922: Student |  |
| Heinrich Strieffler (1872–1949)                | Maler | ?–?: Student |  |
| Hans Stubenrauch (1875–1941)                   | Maler, Illustrator und Schriftsteller                                                                    | ?–?: Student |  |
| Franz von Stuck (1863–1928)                    | Maler, Bildhauer und Hochschullehrer                                                                     | 1881–?: Student 1895–1928: Professor                                                                                     |  |
| Pál Szinyei Merse (1845–1920)                  | Maler und Hochschuldirektor                                                                              | 1864–1869: Student |  |
| Stefan Szczesny (* 1951)                       | Maler | ?–?: Student |  |
| T                                              | | |  |
| Eduard Taeger (?-?)                            | Bildhauer                                                                                                | ab 2. November 1863: Student                                                                                             |  |
| Ludolf Taeger (1809–1888)                      | Bildhauer                                                                                                | ab 6. Juli 1832: Student                                                                                                 |  |
| Yoshi Takahashi (1943–1998)                    | Maler, Grafiker und Hochschullehrer                                                                      | 1966–1969: Student |  |
| Emil Terschak (1858–1915)                      | Grafiker und Fotograf                                                                                    | 1876–1880: Student |  |
| Julius Thaeter (1804–1870)                     | Reproduktionsstecher                                                                                     | 1849–1868: Professor |  |
| Christian Thiel (* 1937)                       | Philosoph, Wissenschaftstheoretiker und Hochschullehrer                                                  | ?–?: Student |  |
| Fred Thieler (1916–1999)                       | Maler und Hochschullehrer                                                                                | 1946–1950: Student |  |
| Urban Thiersch (1916–1984)                     | Bildhauer                                                                                                | 1948–1951: Student |  |
| Walter Thor (1870–1929)                        | Bildnismaler                                                                                             | 1889–1896: Student |  |
| Josef Thorak (1889–1952)                       | Bildhauer und Hochschullehrer                                                                            | ?–?: Leiter einer Meisterklasse                                                                                          |  |
| Alexander Tochtermann (* 1984)                 | Architekt                                                                                                | 2014–2020: Assistent; 2019: Gastprofessor                                                                                |  |
| Wilhelm Tophinke (1892–1961)                   | Bildhauer                                                                                                | ?–?: Student |  |
| Wilhelm Traub (1828–1874)                      | Kunstmaler                                                                                               | 1853–?: Student |  |
| Rudi Tröger (* 1929)                           | Maler und Hochschullehrer                                                                                | 1949–1957: Student 1967–1992: Professor                                                                                  |  |
| Hugo Troendle (1882–1955)                      | Maler, Lithograf und Hochschullehrer                                                                     | ?–?: Professor |  |
| U                                              | | |  |
| Fritz von Uhde (1848–1911)                     | Maler und Hochschullehrer                                                                                | 1877–1879: Student ?–?: Professor                                                                                        |  |
| Gunter Ullrich (1925–2018)                     | Maler und Kunsterzieher                                                                                  | 1948–1951: Student |  |
| Ernst Unbehauen (1899–1980)                    | Maler | 1925–1926: Student |  |
| Jacob Ungerer (1840–1920)                      | Bildhauer und Hochschullehrer                                                                            | 1858–1864: Student (Matr.No. 1510) 1890–1905: Professor                                                                  |  |
| Max Unold (1885–1964)                          | Maler, Grafiker und Schriftsteller                                                                       | 1908–?: Student 1927–?: Professor                                                                                        |  |
| V                                              | | |  |
| Henry Vianden (1814–1899)                      | Maler und Hochschullehrer                                                                                | 1838–1841: Student |  |
| Spyridon Vikatos (1878–1960)                   | Maler und Hochschullehrer                                                                                | ?–?: Student |  |
| Ernst Gottfried Vivié (1823–1902)              | Bildhauer                                                                                                | 1840–1844: Student |  |
| Hermann Vogel (1856–1918)                      | Maler und Illustrator                                                                                    | 1872–1878: Student |  |
| Peter Vogt (Maler) (1944–2013)                 | Maler | 1964–1970: Student |  |
| Franz Wilhelm Voigt (1867–1949)                | Maler | 1893–1896: Student |  |
| Nikolaos Vokos (1854–1902)                     | Maler | 1874–1878: Student |  |
| Theodoros Vryzakis (1814–1878)                 | Maler | 1844–?: Student |  |
| W                                              | | |  |
| Hans Wachter (1931–2005)                       | Bildhauer                                                                                                | 1954–1961: Student |  |
| Joseph Wackerle (1880–1959)                    | Bildhauer                                                                                                | ?–?: Student |  |
| Adolf Wagner von der Mühl (1884–1962)          | Bildhauer                                                                                                | 1903–?: Student |  |
| Nele Waldert (* 1964)                          | Bildhauer                                                                                                | 1988–1991: Student |  |
| Heinrich „Heinz“ Waldmüller (1887–1945)        | Landschaftsmaler und Radierer                                                                            | 1910–?: Student |  |
| Bernardine Weber (1919–2012)                   | Bildhauerin                                                                                              | 1946–1950: Studentin |  |
| Alexander Wecker-Bergheim (1914–2001)          | Maler und Hochschullehrer                                                                                | ?–?: Student 1982–?: Professor                                                                                           |  |
| Walter Wehinger (1923–1954)                    | Bildhauer, Keramik- und Tonkunst                                                                         | 1942–1952: Student |  |
| Jan Wehrens (1945–2023)                        | Goldschmied und Bildhauer                                                                                | 1972–1979: Student |  |
| Rudi Weichmann (1926–2013)                     | Metallbildhauer und Kunsthandwerker                                                                      | 1951–1955: Student |  |
| Ernst Weil (1919–1981)                         | Maler | 1946–1950: Student |  |
| Michael P. Weingartner (1917–1996)             | Kunst- und Kirchenmaler                                                                                  | ?–?: Student |  |
| Joseph Emanuel Weiser (1847–1911)              | Maler | ?–?: Student |  |
| Franz Bernhard Weißhaar (* 1933)               | Philosoph, Theologe und Hochschullehrer                                                                  | 1979–2000: Professor |  |
| Albert Weisgerber (1878–1915)                  | Maler und Grafiker                                                                                       | 1897–1901: Student |  |
| Joseph Wenglein (1845–1919)                    | Maler | ?–?: Student |  |
| Michael Wesely (* 1963)                        | Fotograf                                                                                                 | 1988–1994: Student |  |
| Andreas von Weizsäcker (1956–2008)             | Bildhauer                                                                                                | 1979–1984: Student; 2001–2008: Professor; 2007–2008 Prorektor der Akademie                                               |  |
| Josef Wessicken (1837–1918)                    | Architekt                                                                                                | ?–?: Student |  |
| Albert Windisch (1878–1967)                    | Maler und Akademieprofessor                                                                              | 1901–?: Student |  |
| Max von Widnmann (1812–1895)                   | Bildhauer und Hochschullehrer                                                                            | 1828–?: Student 1849–1887: Professor                                                                                     |  |
| Olga Wiedecke (1913–1994)                      | Landschaftsmalerin                                                                                       | ?–?: Student |  |
| Hans Beat Wieland (1867–1945)                  | Landschaftsmaler                                                                                         | 1887–?: Student |  |
| Friedrich Wield (1880–1940)                    | Bildhauer                                                                                                | 1900–?: Student |  |
| Franz Xaver Wieninger (1811–?)                 | | |  |
| Ben Willikens (* 1939)                         | Maler, Hochschullehrer und -rektor                                                                       | 1991–?: Professor 1999–2004: Rektor                                                                                      |  |
| Josef Willroider (1838–1915)                   | Landschaftsmaler und Radierer                                                                            | ?–?: Student 1882–1915: Ehrenmitglied                                                                                    |  |
| Fritz Wimmer (1879–1960)                       | Maler | 1898–1904: Student |  |
| Paula Wimmer (1876–1971)                       | Malerin                                                                                                  | ?–?: Studentin |  |
| Gerd Winner (* 1936)                           | Maler, Grafiker und Hochschullehrer                                                                      | 1975–: Professor |  |
| Werner Wirsing (1919–2017)                     | Architekt                                                                                                | 1974–1978: Lehrbeauftragter                                                                                              |  |
| Josef Wirth (1884–1941)                        | Bildhauer                                                                                                | ab 1903: Student |  |
| Arrigo Wittler (1918–2004)                     | Maler | ?–?: Student |  |
| Curt Witte (1882–1959)                         | Maler | ?-?: Student |  |
| Josef Wittmann (1880–1968)                     | Kirchenmaler                                                                                             | ab 1902: Student |  |
| Karoline Wittmann (1913–1978)                  | Malerin                                                                                                  | ab 1935: Studentin |  |
| Karl Wohnlich (1824–1885)                      | Maler | 1852–1853: Student |  |
| Arnold Wühl (* 1946)                           | Künstler                                                                                                 | ?–?: Student |  |
| Georg Wrba (1872–1939)                         | Bildhauer und Grafiker                                                                                   | 1891–1896: Student |  |
| Amelie von Wulffen (* 1966)                    | Künstlerin                                                                                               | 1987–1994: Studentin |  |
| Philipp Wündrich (* 1980)                      | Architekt                                                                                                | 2020–2023: Assistent; 2017, 2019: Gastprofessor; 2018: Dozent                                                            |  |
| Ernst Würtenberger (1868–1934)                 | Porträt- und Genremaler, Grafiker, Kunsttheoretiker und Hochschullehrer                                  | 1888–1892: Student |  |
| X                                              | | |  |
| Y                                              | | |  |
| Z                                              | | |  |
| Thomas Zacharias (* 1930)                      | Künstler, Kunsthistoriker und Hochschullehrer                                                            | 1966–1995: Professor; auch Präsident                                                                                     |  |
| Heiner Zametzer (1937–2006)                    | Kulturhistoriker und Kulturwissenschaftler                                                               | 1957–1962: Student |  |
| Hans Zehetmair (1936–2022)                     | Politiker (CSU)                                                                                          | ?: Ehrensenatorwürde |  |
| Jerry Zeniuk (* 1945)                          | Maler | 1993–2011: Professor für Malerei und Graphik                                                                             |  |
| Josef Zenker (1832–1907)                       | Historienmaler                                                                                           | ?–?: Student |  |
| Adolf Ziegler (1892–1959)                      | Künstler und Hochschullehrer, Präsident der Reichskammer der Bildenden Künste                            | 1933–1943: Professor |  |
| Johann Christian Ziegler (1803–1833)           | Maler | 1821–?: Student |  |
| Hans August Zierngibl (1864–1906)              | Maler | 1881–?: Student |  |
| HP Zimmer (1936–1992)                          | Maler, Bildhauer und Hochschullehrer                                                                     | 1957–1960: Student |  |
| Clemens von Zimmermann (1788–1869)             | Maler und Hochschullehrer                                                                                | 1808–?: Student 1825–?: Professor                                                                                        |  |
| Max „Mac“ Zimmermann (1912–1995)               | Maler, Grafiker und Hochschullehrer                                                                      | 1964–?: Professor |  |
| Reinhard Sebastian Zimmermann (1815–1893)      | Maler | 1840–1842: Student |  |
| Reiner Zimnik (1930–2021)                      | Zeichner, Maler und Schriftsteller                                                                       | 1952–1956: Student |  |
| Fritz Zolnhofer (1896–1965)                    | Maler | ?–?: Student |  |
| Heinrich von Zügel (1850–1941)                 | Maler | 1895–1922: Professor |  |
| Anton Georg Zwengauer (1850–1928)              | Maler | 1871–1874: Student |  |
| Anton Zwengauer (1810–1884)                    | Maler | ?–?: Student |  |

## Eskimotragödie
Zu den Namen der am 18. Februar 1881 bei der Brandkatastrophe im Kil’s Colosseum tödlich verunglückten sieben Akademiestudenten siehe: Eskimotragödie